# Lista de prefeitos de Goianésia
Esta é a lista de prefeitos do município de Goianésia, estado brasileiro de Goiás.
| Nº | Nome                          | Imagem | Partido | Início do mandato | Fim do mandato | Observações                                                                                   |
| -- | ----------------------------- | ------ | ------- | ----------------- | -------------- | --------------------------------------------------------------------------------------------- |
| 1  | Luiz Gonzaga Sobrinho         |        | PSD     | 01/01/1954        | 01/07/1954     | Nomeado pelo governador Pedro Ludovico Teixeira.                                              |
| 2  | Marcelino Vicente Batista     |        | PSD     | 02/07/1954        | 01/02/1955     | Nomeado pelo governador Pedro Ludovico Teixeira.                                              |
| 3  | Laurentino Martins Rodrigues  |        | UDN     | 02/02/1955        | 31/01/1959     | Primeiro prefeito eleito.                                                                     |
| 4  | Taciano Irany Rodrigues       |        | PSD     | 31/01/1959        | 31/01/1961     |                                                                                               |
| 5  | Walter Augusto Fernandes      |        | PSD     | 31/01/1961        | 27/12/1961     |                                                                                               |
| 6  | Francisco Gomes Neto          |        | PSD     | 27/12/1961        | 09/02/1962     | Assumiu devido afastamento do prefeito por irregularidades no TSE.                            |
| 7  | Otávio Lage de Siqueira       |        | UDN     | 09/02/1962        | 01/07/1965     | Eleição suplementar após decisão do TSE.                                                      |
| 8  | Noraldino Rodrigues Porto     |        | UDN     | 01/07/1965        | 31/01/1966     | Assumiu após desincompatibilização do prefeito para candidatura a governador.                 |
| 9  | Luiz de Oliveira              |        | UDN     | 31/01/1966        | 31/01/1970     |                                                                                               |
| 10 | Noraldino Rodrigues Porto     |        | ARENA   | 31/01/1970        | 31/01/1973     |                                                                                               |
| 11 | Luiz de Oliveira              |        | ARENA   | 31/01/1973        | 31/01/1977     |                                                                                               |
| 12 | Jalles Fontoura de Siqueira   |        | ARENA   | 31/01/1977        | 14/05/1982     |                                                                                               |
| 13 | José Salvino de Menezes       |        | ARENA   | 14/05/1982        | 01/02/1983     | Assumiu quando Jalles Fontoura se desincompatibilizou para candidatar-se a deputado estadual. |
| 14 | Rubens Ottoni de Oliveira     |        | PDS     | 01/02/1983        | 01/01/1989     |                                                                                               |
| 15 | Hélio Antônio de Sousa        |        | PFL     | 01/01/1989        | 01/01/1993     |                                                                                               |
| 16 | Antônio Lopes da Silva        |        | PFL     | 17/01/1991        | 15/02/1991     | Assumiu temporariamente por ocasião da licença do prefeito Hélio Antônio.                     |
| 17 | Gilberto Batista Naves        |        | PMDB    | 01/01/1993        | 01/01/1997     |                                                                                               |
| 18 | Waldemar Lázaro de Melo       |        | PMDB    | 06/05/1994        | 15/05/1994     | Assumiu temporariamente durante licença do prefeito Gilberto Batista Naves.                   |
| 19 | Hélio Antônio de Sousa        |        | PFL     | 01/01/1997        | 22/11/2000     |                                                                                               |
| 20 | Alcione Miclos                |        | PFL     | 22/11/2000        | 31/12/2000     | Assumiu após a renúncia de Hélio Antônio de Sousa para prestigiar a sua candidatura.          |
| 21 | Otávio Lage de Siqueira Filho |        | PFL     | 01/01/2001        | 31/12/2004     |                                                                                               |
| 22 | Bráulio Campos Júnior         |        | PFL     | 23/07/2002        | 14/08/2002     | Assumiu durante licença do vice-prefeito, que se candidatava a deputado estadual.             |
| 23 | Otávio Lage de Siqueira Filho |        | PSDB    | 01/01/2005        | 31/12/2008     |                                                                                               |
| 24 | José Mateus dos Santos        |        | PFL     | 07/01/2005        | 08/11/2008     | Assumiu em diversas oportunidades devido a licenças de Otávio Lage de Siqueira Filho.         |
| 25 | Ariosvaldo Gomes              |        | PSDB    | 22/10/2008        | 20/11/2008     | Assumiu temporariamente devido à licença do vice-prefeito José Mateus dos Santos.             |
| 26 | Gilberto Batista Naves        |        | PMDB    | 01/01/2009        | 13/11/2012     |                                                                                               |
| 27 | Renato Menezes de Castro      |        | PTB     | 14/11/2012        | 31/12/2012     | Assumiu após renúncia de Gilberto Batista Naves para prestigiá-lo.                            |
| 28 | Jalles Fontoura de Siqueira   |        | PSDB    | 01/01/2013        | 31/12/2016     |                                                                                               |
| 29 | Robson Tavares                |        | DEM     | 07/07/2014        | 22/08/2014     | Assumiu temporariamente por motivos de licença do prefeito Jalles Fontoura.                   |
| 30 | Renato Menezes de Castro      |        | MDB     | 01/01/2017        | 31/12/2020     |                                                                                               |
| 31 | Leonardo Silva Menezes        |        | DEM     | 01/01/2021        | 31/12/2024     |                                                                                               |
| 32 | João Pedro Almeida Ribeiro    |        | DEM     | 06/12/2021        | 21/12/2021     | Assumiu temporariamente por motivos de licença do prefeito Leonardo Silva Menezes.            |
| 33 | Carlos Gomes Passos           |        | PSD     | 26/12/2022        | 30/12/2022     | Assumiu temporariamente na vacância do cargo de vice-prefeito como presidente da Câmara.      |
| 34 | Múcio Santana Martins         |        | MDB     | 16/10/2023        | 20/10/2023     | Assumiu temporariamente na vacância do cargo de vice-prefeito, como presidente da Câmara.     |
| 35 | Renato Menezes de Castro      |        | UB      | 01/01/2025        | 31/12/2028     | [ 7 ]                                                                                         |